# Pitsusjärvi

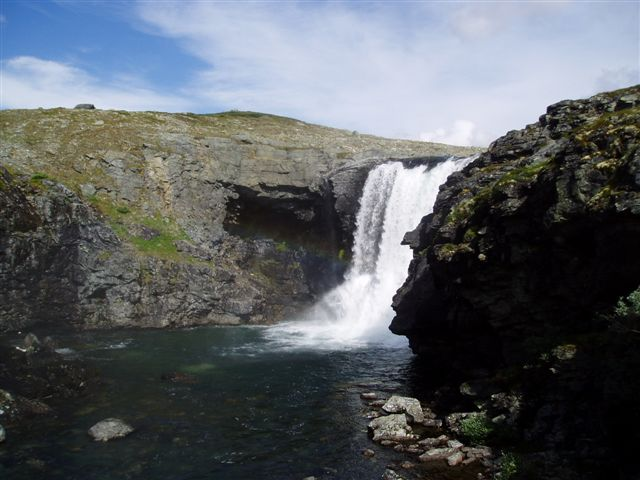
Pitsusköngäs

Pitsusjärvi eller Pihtsusjavri är en sjö i Lapska armens ödemarksområde i i väglöst land i nordvästra delen av Enontekis kommun i Finland. Den ligger i landskapet Lappland. Pitsusjärvi ligger 738,9 meter över havet. Trakten runt Pitsusjärvi består i huvudsak av gräsmarker. Arean är 3,83 kvadratkilometer och strandlinjen är 16,89 kilometer lång. Sjön  ingår i Torne älvs huvudavrinningsområde. 
I Pitsusjoki, omkring två kilometer från utloppet ur Pitsusjärvi finns vattenfallet Pitsusköngäs, som är et av Finlands största vattenfall. Pitsusjoki är en biflod till Torne älv och rinner vidare genom sjön Vuopmegasjärvi.